# Доходный дом М. А. Егоровой-Скарчинской
Доходный дом М. А. Егоровой-Скарчинской (также: дом О. Н. Талызиной) — здание в Москве, внутри Садового и Бульварного колец, по адресу Манежная улица, дом № 9.
Объект культурного наследия регионального значения.

## История
Доходный дом М. А. Егоровой-Скарчинской по адресу Манежная улица, дом № 9, 1824 года постройки, в 1904 году был надстроен верхними этажами (архитектор И. П. Залесский).

### Использование
- По окончании строительства в здании размещался доходный дом М. А. Егоровой-Скарчинской.
- 1980 год — основан Музей-квартира А. И. Ульяновой-Елизаровой, как филиал Центрального музея В. И. Ленина, поскольку здесь проживала старшая сестра В. И. Ленина — Анна Ильинична Ульянова-Елизарова.
  - В 1992 году музей был фактически ликвидирован; фонды музея вошли в собрание Исторического музея.
- В дальнейшем, в здании располагается ФСО Президента.

## Архитектура
Старый двухэтажный особняк оказался встроенным в новое здание.
Центр здания также как в ампирном особняке выделен восьмиколонным портиком трёхчетвертных колонн композитного ордера. Как и особняк Талызиной, новое здание имеет трехчастную композицию фасада. Трёхчастность и симметрия общей композиции подчеркнуты в силуэте массивным аттиком в средней части и двумя куполами барочного абриса по сторонам над слуховыми окнами.
Здание представляет интерес во всех деталях, — это характерный стиль Залесского. Так, балкончики с их ажурным плетением хорошо выглядят на рустованной отделке стены и сочетаются с красотой лепнины.
Обращает на себя внимание ритмика расположения балконов разных размеров и система Манье на их сводах.

## Интересные факты
- 1918—1920 годы — здесь жила Инесса Арманд.
- В 1919 году в квартире № 13 на 4-м этаже поселилась сестра В. И. Ленина А. И. Ульянова-Елизарова с мужем, Марком Тимофеевичем, с двумя воспитанниками.
- 1920-1922 гг. — в квартире Ульяновой-Елизаровой А.И. бывал В.И. Ленин.